# Вплив зміни клімату на біорізноманіття рослин

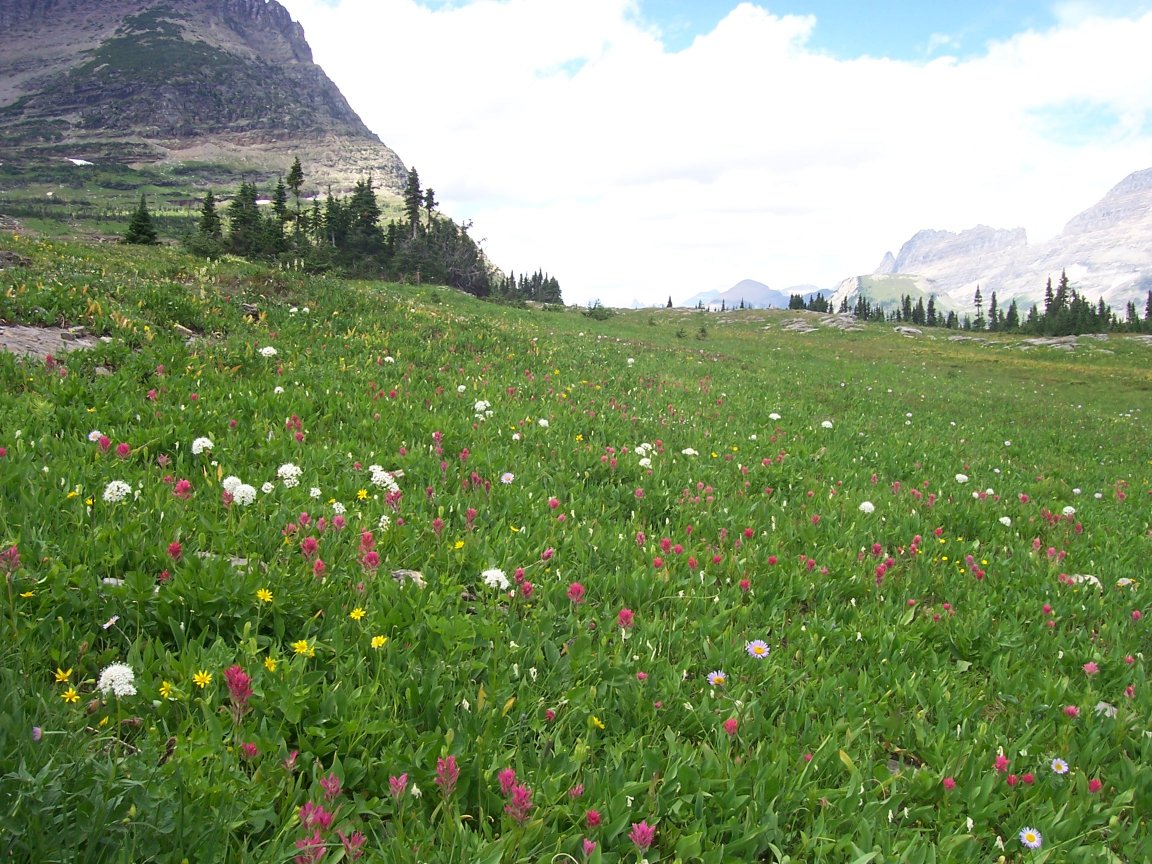
Альпійська рослинність, одна з найчутливіших до змін клімату

Умови навколишнього середовища відіграють ключову роль у визначенні функцій і поширення рослин разом з іншими факторами. Зміни навколишнього середовища протягом тривалого часу разом зі зміною клімату мали значний вплив на різноманіття та зовнішню будову рослин. Передбачається, що зміна клімату буде одним з основних факторів у зміні біорізноманіття в майбутньому.

## Вплив у давнину

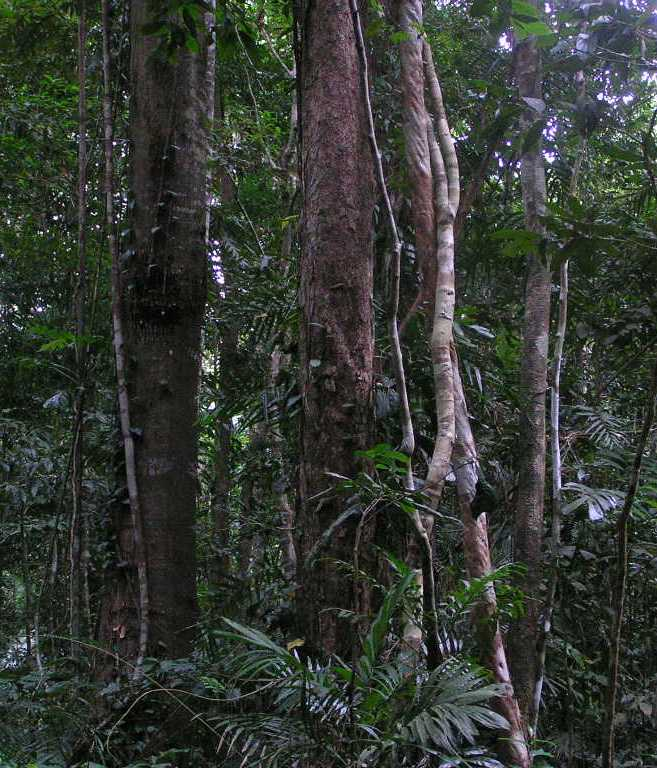
Джунглі — одна з екосистем, які значно зменшили свій ареал протягом геологічного часу

З появою рослин на Землі, клімат зазнавав постійних змін. За час існування планети, а зокрема рослин на Землі було холодно, жарко, волого, сухо, а вміст СО2 у повітрі був як дуже високим так і низьким. Усі ці зміни добре відображались на рослинності, так до прикладу лісові угрупування домінували під час міжльодовикових періодів, а трав'яні у період льодовикового. Було доведено, що в минулому, саме кліматичні зміни були основним фактором процесів видоутворення та вимирання. Найбільш відомим прикладом є колапс тропічного лісу який стався близько 350 млн років тому, коли відбулося масове вимирання популяцій земноводних, ця подія дала поштовх до еволюції рептилій.

## Сучасний вплив
На сьогодні існує великий інтерес до досліджень антропогенного впливу на зміну клімату та глобальне потепління. Основний акцент робиться на визначені поточних наслідків зміни клімату на біорізноманіття.
Зміна кліматичних параметрів, функцій та розподілу рослин призводить до збільшення концентрації СО2, підвищення глобальних температур, зміни кількості опадів і зміни в характері «екстремальних» погодних явищ, таких як циклони, пожежі або шторми.
Оскільки окремі рослини, а також види можуть успішно завершити свої життєві цикли та функціонувати фізіологічно лише за певних умов навколишнього середовища, зміни в кліматі, роблять значний вплив на рослини від індивідуального рівня до рівня екосистеми чи біомів.

### Вплив СО2

Збільшення СО _{2} за останні роки

Той факт, що підвищена концентрація СО2 стимулює ріст рослин відкрив ще в 1804 році Де Зазюрі, а близько 1891 р довів Юстус фон Лібіх. Збільшення концентрації СО2, призводить до більших витрат води у рослин. СО2 до теперішнього часу був обмежуючим фактором і лімітував у природі процес фотосинтезу, а тим самим, і ріст рослин. Згідно цього принципу мінімізація забезпечення рослин СО2 і стало ключем до успіху у сільському господарстві.

### Вплив температур

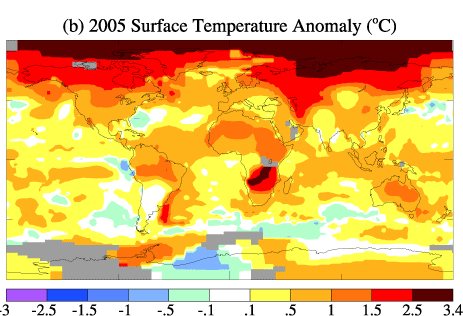
Річна аномалія температури в 2005 році, в порівнянні з середньою за 1951–1980 рр

З підвищенням температури зростає швидкість у багатьох фізіологічних процесах, таких як фотосинтез в рослинах. Екстремальні температури можуть бути шкідливі, коли вони виходять за межі фізіологічних можливостей рослини.

### Вплив води

Карта розподілу рослинності під час останнього льодовикового максимуму

Запаси води мають ключове значення для росту рослин, а також грає ключову роль у визначенні розподілу рослин. За прогнозами, зміна кількості опадів буде менш послідовна глобально ніж температура, та більш помітно локально. Одні райони стануть більш вологими, а інші ще більш посушливими. Також це може призвести до значних змін в деяких екосистемах, які залежать від живлення водою.